# أوتو بيكر (مبارز بالسيف)
أوتو بيكر هو مبارز بالسيف دنماركي، ولد في 31 ديسمبر 1887 في كوبنهاغن في الدنمارك، وتوفي في 30 مارس 1970 في فريدريكسبرغ في الدنمارك.

## وصلات خارجية
- أوتو بيكر على موقع أوليمبيديا (الإنجليزية)